# Дрізд чорний
Дрізд чо́рний, або кіс, род. в. ко́са (Turdus merula) — вид птахів роду дроздів (Turdus) родини дроздових (Turdidae). Поширений майже по всій території Європи, інтродукований в Новій Зеландії та Австралії. В Україні — гніздовий, перелітний, зимуючий вид.

## Опис
Чорний дрізд — птах, розміром значно менший за галку, але удвічі більший горобця. Маса тіла 80-110 г, довжина тіла близько 25 см. Дорослий самець цілком чорний; дзьоб і навколоочне кільце жовті або жовтогарячі; ноги темно-бурі. Доросла самка темно-бура; низ світліший, з нечіткими темно-бурими плямами на волі; дзьоб темно-бурий; жовтого навколоочного кільця нема. Молодий птах подібний до дорослої самки, але світліший, зі світлими плямами зверху і темними — знизу. Від гірського дрозда відрізняється суцільно темним забарвленням крил і відсутністю білої смуги на волі, а дорослий самець — також однотонно жовтим дзьобом та жовтим навколоочним кільцем.
Чорний дрізд – майстер вишуканого імітування різних звуків. Своє вокальне соло він нерідко прикрашає свистом, яким хазяї підзивають до себе своїх собак, виском автомобільних гальм, свистом чайника або дзвінками телефонів

## Поширення та умови існування
Дрозди живуть у лісах з будь-яких деревних порід. Вони селяться як у теплих тропічних лісах, так і в північних гаях, навіть у чагарниках та саванах, а останнім часом — і в міських парках та садах.
Поширені в більшості країн Європи. Ареал з Європи доходить до північного узбережжя Середземного моря Африки. У меншій кількості, чорні дрозди розповсюджені від берегів Чорного моря до берегів Каспійського моря. Невелике поширення чорних дроздів є у Індії та у більшій чисельності на півострові Індокитай. Менша за кількістю популяція є по всій Австралії та Новій Зеландії.
В Україні чорний дрізд є одним з найпоширеніших видів дроздів.

## Розмноження
Гніздо будує не високо над землею, будує з ґрунту, обмазує землею. Іноді краде землю з квіткових горщиків. Гнізда дрозди в'ють із тоненьких сухих прутиків, моху, корінців, та інших стеблин. Усередині з посиленою дбайливістю чорні дрозди викладають суху траву. У гнізді чорного дрозда найчастіше 2-4 яйця, забарвлених в зеленуватий, або синюватий колір, з крапочками рудого кольору. Пташенята народжуються безпомічними. Розміром вони трохи менші за горобця.
Коли до гнізда наближається чужий, зазвичай самець, сміливо атакує ворога. А якщо оборона не приносить результату, дрізд прикидається хворим і кульгавим, ідучи і ведучи за собою, ворога подалі від гнізда.

## Живлення
Живляться дрозди цього виду комахами, слимаками, черв'яками, рідше всякими ягодами. Чорний дрізд дуже любить дощових черв'яків, уміє витягати їх із землі, не розриваючи на частини.

## Цікаві факти
Традиційне для більшості слов'янських народів, у тому числі українських гуцулів, ім'я цього птаха дало назву низці географічних об'єктів.
Серед найвідоміших:
- історична область Сербії, а нині частково визнана самопроголошена держава — Косово.[5]
- один із відомих культурних осередків Гуцульщини — місто Косів[6].

## Галерея

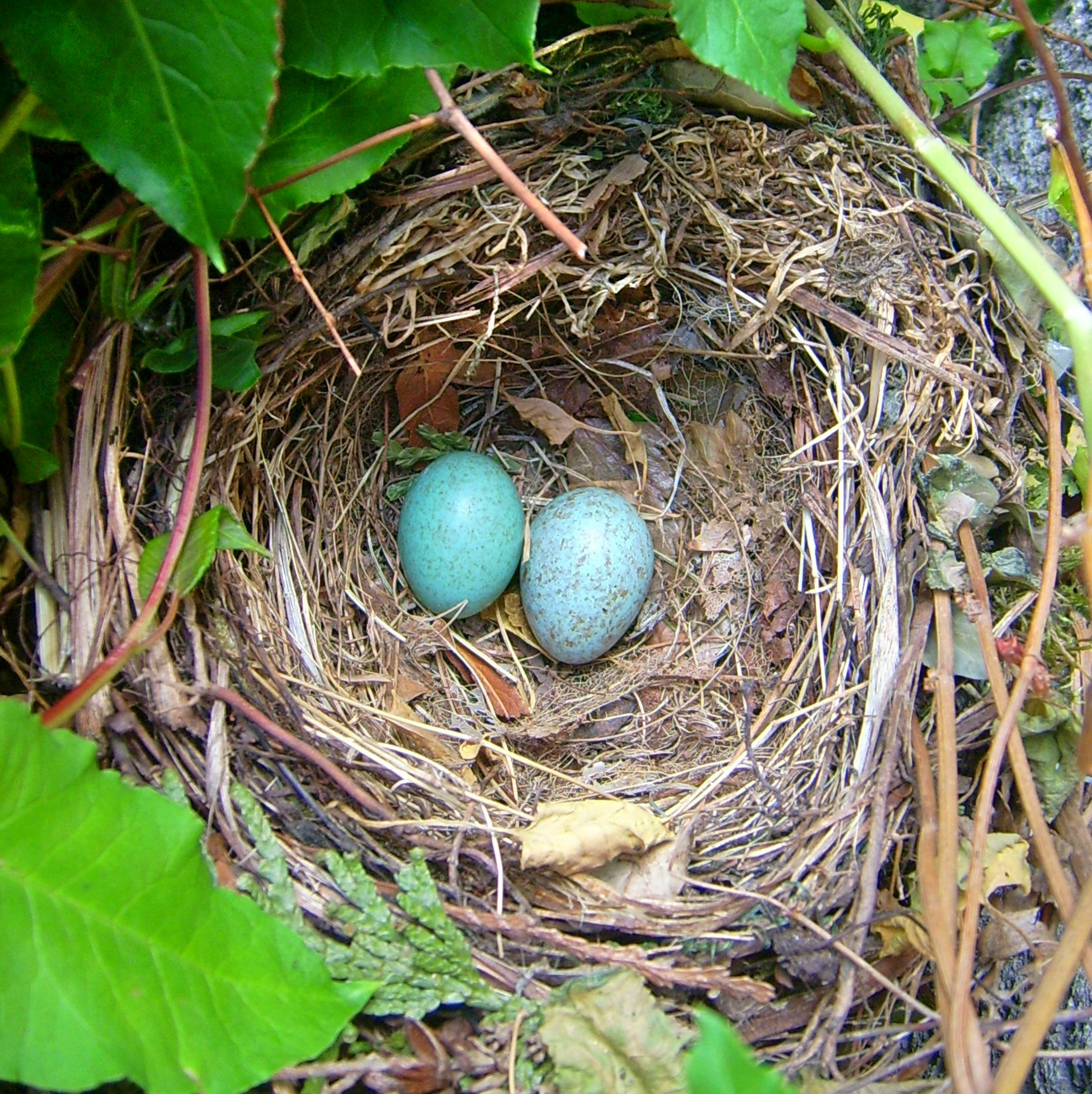
Гніздо
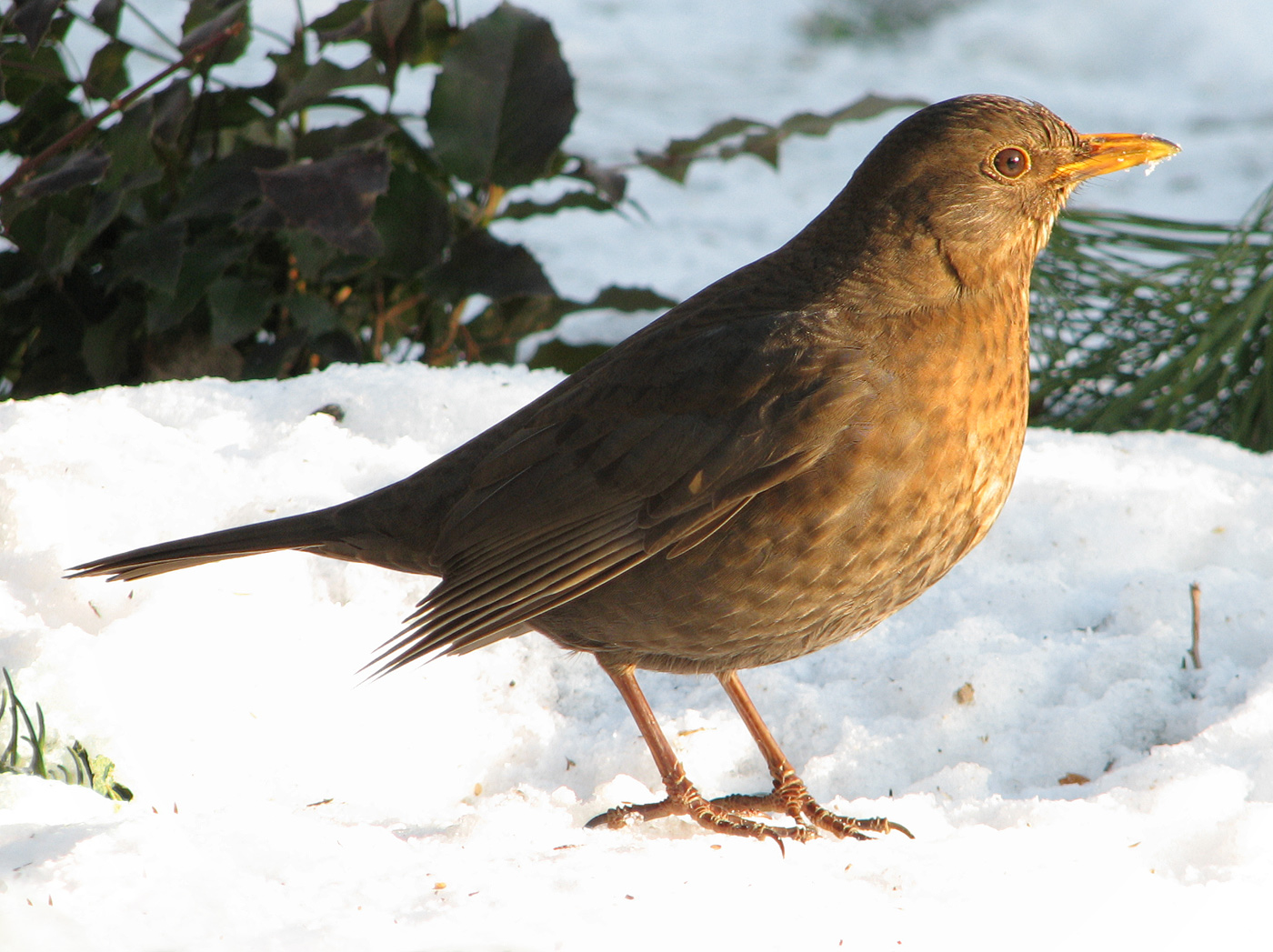
Самиця чорного дрозда
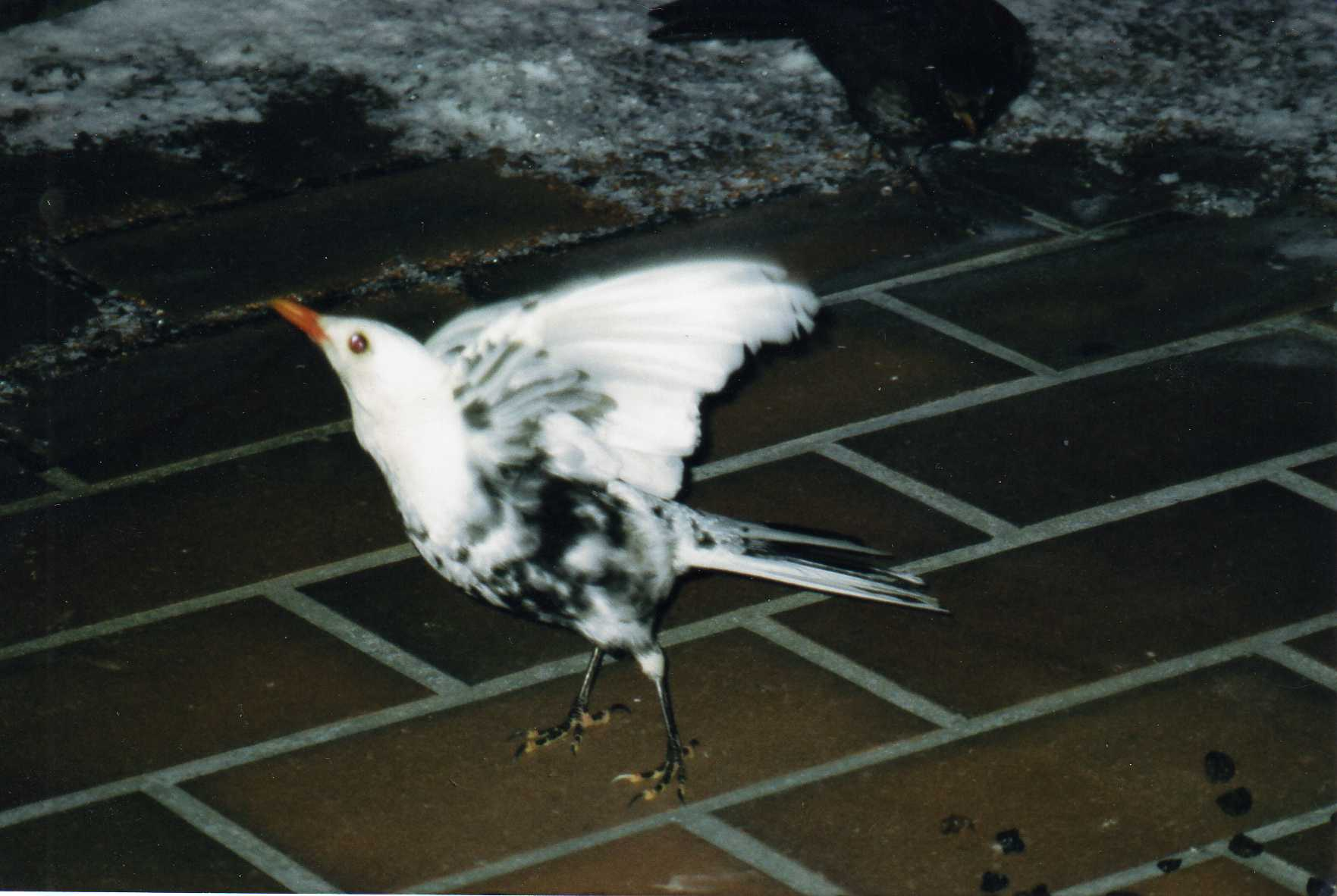
Чорний дрізд з лейкізмом
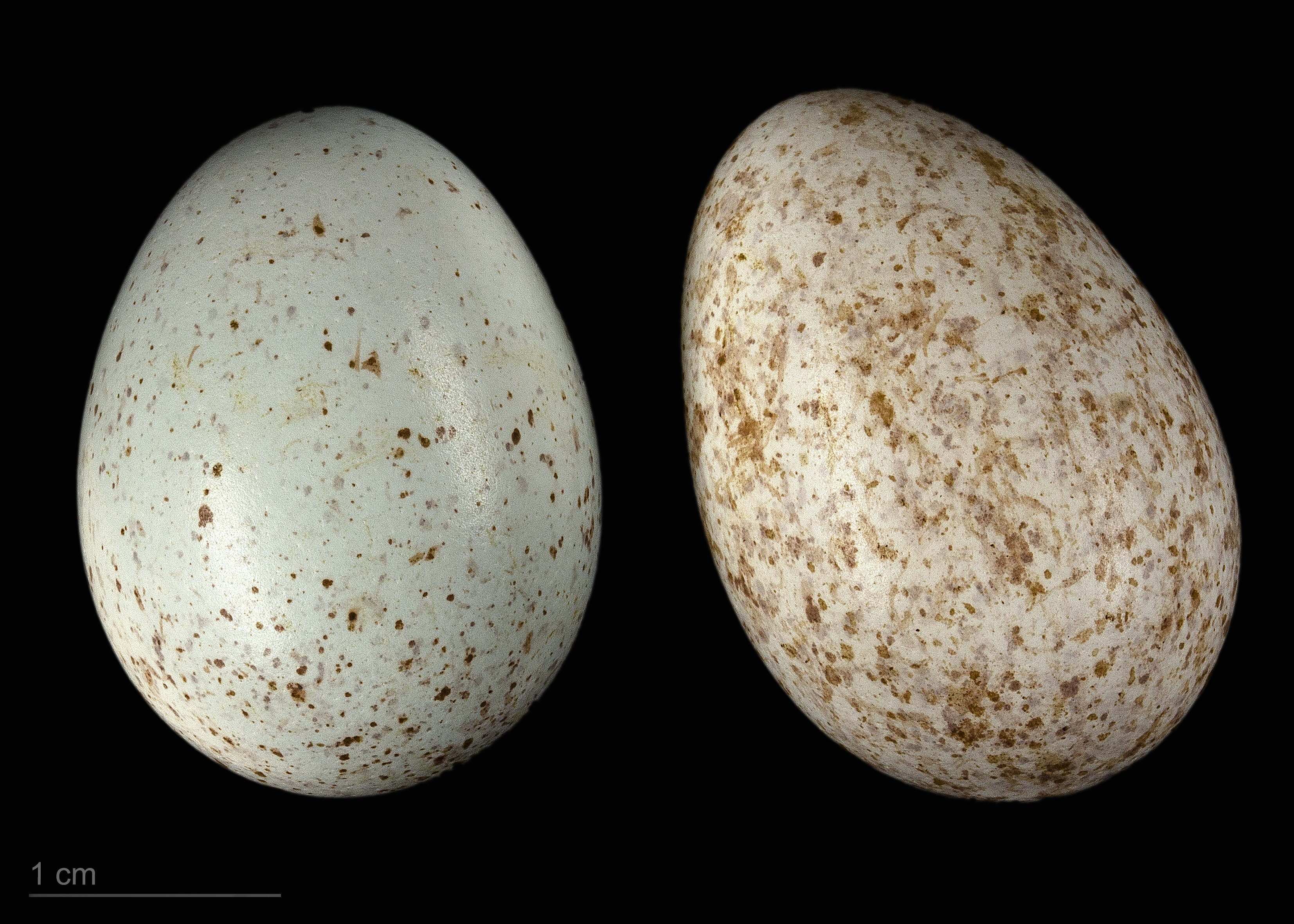
яйце Turdus merula merula  -  Тулузький музей